# Сербская православная церковь во Второй мировой войне
Сербская православная церковь во Второй мировой войне пережила серьёзные потрясения, поскольку её территориальные структуры оказались в разных государственных образованиях, а её клирики и миряне были вовлечены в политическую и военную конфронтацию на стороне различных враждующих сил: часть из них поддерживала просоветское коммунистическое движение Иосипа Броза Тито, часть была лояльна королевскому правительству Петра II (в изгнании) и четникам Дражи Михайловича, часть поддерживала оккупационные войска Германии и Италии и была лояльна коллаборационистским властям Сербии.

## Отношения со сторонами конфликта

### Немцы
Руководство Германии рассматривало высший клир Сербской церкви, наряду с британской военной разведкой и советской разведкой, в качестве одной из главных сил, стоявших за военным переворотом 27 марта 1941 года, который угрожал союзническим отношениям Югославии и нацистской Германии. С самого начала оккупации немцы расценивали церковь как политическую проблему и проблему государственной безопасности, поэтому не гнушались арестовывать и отправлять в концлагеря всех представителей сербского духовенства, в том числе и патриарха Гавриила V, епископа Иринея и епископа Николая. Помимо этого, немцы захватывали православные храмы и даже превратили здание патриархата в казармы, вывезли почти всю мебель, книги, наличные деньги и драгоценности, уничтожив попутно многие архивы.
Ойген Герстенмайер, будущий председатель бундестага в послевоенной Германии, писал, что последствия антигерманской политики патриарха Гавриила привели к обострению ситуации в Сербии. Он отмечал тяжёлое положение Сербской православной церкви и в Независимом государстве Хорватия, поскольку паства была взбешена действиями хорватских властей: как насильственным окатоличиванием, так и изгнанием или истреблением сербского населения бывшей Хорватской бановины. Герстенмайер стал добиваться от посла в Белграде Бенклера, чтобы тот назначил вместо «антинемецкого и сербского шовиниста» Гавриила верного германским властям митрополита Скопского Иосифа, а заместителем патриарха — арестованного епископа Николая, поскольку Гавриил яростно поддерживал западных союзников.

### Коллаборационисты
Правительство национального спасения Милана Недича в целях борьбы против партизан и четников требовало от Сербской православной церкви немедленно осудить любое сопротивление немецким войскам, однако Церковь не пошла на такой шаг, ссылаясь на Каноны святых отцов. За это многие руководители Церкви были отправлены в концлагерь. Стараниями Милана Недича всё-таки частично удавалось склонить Сербскую православную церковь к сотрудничеству по некоторым аспектам. 25 апреля 1941 патриарх Гавриил был сослан в Острожский монастырь, а затем переведён в тюрьму гестапо в Белграде. Вмешательство Милана Ачимовича из Комиссарского управления позволило смягчить меру пресечения и перевести патриарха в монастырь Раковицу. Синод оставил Патриарха главой Сербской православной церкви 7 июля 1941.
Чтобы добиться расположения Церкви, многих её священников привлекали к сотрудничеству с государственными структурами. У Церкви практически не было иного выхода, но именно покровительство оккупационных властей могло защитить Церковь от дальнейших претензий со стороны немцев. Церковь, однако, не спешила втягиваться в политическую борьбу и оказывать какую-либо помощь оккупационным властям в ходе войны. Это вызывало возмущения у Сербского добровольческого корпуса СС: «лётичевцы» обвиняли Церковь в том, что та до сих пор не решилась осудить силы Сопротивления. Представители корпуса Димитрие Найданович и Мирослав Спалайкович обвинили Церковь в том, что та отравлена «красным демонизмом». Воевода четников Коста Печанац, не признававший ни силы Дражи Михайловича, ни партизан законными просербскими движениями, в письме митрополиту шумадийскому Иосифу от 24 апреля 1942 писал:

Владыка, я вижу, что наша церковь уступает в эти тяжкие дни и только сейчас, когда я начал бой против коммунизма. И вопреки моим ожиданиям, до сих пор я не слышу, чтобы церковь направила какое-нибудь обращение… Благодаря моему большому другу Краусу, я сумел отклонить сомнения о национальной верности некоторых церковных руководителей… Мы не просим Вас взять меч и винтовку, но в настоящее время прежде всего ваша обязанность — взмахнуть духовным мечом и освятить имя нашей церкви в борьбе, которая сейчас ведётся.
Оригинальный текст (серб.)Високопреосвећени, ја видим да је наша црква попустила у овим тешким данима и то баш сада када се ја овако очајно борим против комунизма (подвукао К. Пећанац). И поред мојих очекивања, ја до сада нисам чуо да је црква упутила неки апел… Благодарећи мом великом пријатељу Краусу, ја сам успео да отклоним сумње у националну исправност неких црквених руководилаца… Ми не тражимо да Ви узмете мач и пушку, али је данас пре свега ваша дужност да замахнете духовним мачем и осветлате име наше цркве у борби која се данас води.

### Партизаны
Отношения между партизанами и Сербской православной церковью были очень тяжёлыми: партию церковь никогда не поддерживала на словах, а 29 декабря 1943 на Никшичском соборе коммунистическую идеологию осудили церковники как врагов Церкви и народа. Тем не менее, оборачиваться против «своих заблудших детей» Сербская православная церковь так и не решилась, поскольку это бы стало новым витком гражданской войны. К тому же священников Сербской православной церкви в рядах партизан было гораздо больше, чем религиозных деятелей иного вероисповедания. Одним из самых известных священников в партизанских рядах был Влада Зечевич, ставший в 1945 году Министром внутренних дел Социалистической Югославии.
Католический священник Светозар Риттиг был одним из тех, кто выступал за активное внедрение православных и католических священников в ряды партизан и назначение их официальными духовниками при Народно-освободительной армии Югославии.

### Четники
Хорватско-американский историк Йозо Томашевич писал, что именно четники заручились наибольшей поддержкой со стороны Сербской православной церкви во время Второй мировой войны, поставив своей целью восстановление монархии Карагеоргиевичей и Королевства Югославии. Значительное число сербских духовников были лояльны четникам Дражи Михайловича: по оценкам Джуро Джуровича, генерального секретаря Центрального национального комитета Югославских войск на родине, таковых было не менее трёх четвертей от общего числа, и все они придерживались антикоммунистических убеждений.
Одними из известнейших священников-командиров отрядов четников были Момчило Джуич и Саво Божич. Ещё одним крупным лидером четников был митрополит черногорско-приморский Иоанникий, но ему пришлось лавировать во время итальянской и немецкой оккупации, то входя в сотрудничество с властями, то укрывая гражданское население от карательных отрядов.

### Независимое государство Хорватия
6 июня 1941 года Поглавник Анте Павелич на встрече с Адольфом Гитлером обвинили Сербскую православную церковь в исторической лжи, присваивании хорватской культуры, угнетении хорватского народа и попытке отторгнуть «исконные» земли Боснии и Герцеговины. Ещё раньше усташи начали уничтожать высших духовных лиц: 5 мая ими был арестован и убит епископ Банялукский Платон, 12 мая — митрополит Сараевский Пётр, а в начале августа — епископ Горнокарловацкий Савва. К декабрю 1941 года усташами были убиты более 150 священников Сербской православной церкви.
Всего же за годы войны в Хорватии было уничтожено и осквернено более 450 православных храмов. Число убитых сербов до сих пор не установлено: по разным оценкам, жертвами усташского террора стали от 200 тысяч до 1 миллиона сербских жителей, которым не было места в новом государстве. Римско-католическая церковь в целом закрывала глаза на истребление православного населения, однако ряд католических священников непосредственно участвовали в массовых убийствах и стремились стереть следы сербского исторического присутствия. Усташами были уничтожены крупнейшие монументальные иконостасы, тысячи икон; сожжены многочисленные рукописи и архивные книги. Очень небольшая часть культурного наследия сербов в Хорватии уцелела после усташских погромов.
В некоторых случаях усташи пытались склонить сербов к окатоличиванию, что иногда спасало некоторых от расправы из-за межнациональной неприязни: в этом преуспел кардинал Алоизие Степинац. Отчасти эти решения принимались под давлением немецких и итальянских властей, поскольку даже их шокировали масштабы истребления сербов в НГХ. Ещё одним вариантом переманить на свою сторону сербов стало создание автокефальной Хорватской православной церкви, главой которой стал русский митрополит Гермоген. И четники, и партизаны объявили прихожан церкви раскольниками, а Русская православная церковь за границей отлучила Гермогена, обвинив того в пособничестве немцам и раскольничестве. 30 апреля 1945 года, незадолго до падения НГХ, Гермоген был расстрелян титовцами в Загребе.